# Raniero Cantalamessa
Raniero Cantalamessa, O.F.M. Cap. (Colli del Tronto, 22 de julho de 1934) é um teólogo e Cardeal da Igreja Católica italiano da Ordem dos Frades Menores Capuchinhos. Ele serviu como Pregador para a Casa Papal desde 1980 até 2024, atuando sob os papas João Paulo II, Bento XVI e Francisco.

## Biografia

### Juventude e educação
Raniero Cantalamessa nasceu em Colli del Tronto, Itália, em 22 de julho de 1934. Ingressou na Ordem dos Frades Menores Capuchinhos em 1946. Ele foi ordenado sacerdote na ordem dos capuchinhos em 19 de outubro de 1958. Ele tem doutorado em teologia pela Universidade de Friburgo e literatura clássica pela Universidade Católica do Sagrado Coração de Milão. Ele serviu anteriormente como professor de história cristã antiga e diretor do Departamento de Ciências Religiosas da Universidade Católica do Sagrado Coração em Milão, renunciando ao cargo em 1979. Cantalamessa também serviu como membro da Comissão Teológica Internacional de 1975 a 1981.

### Pregador da Casa Papal
Em 23 de junho de 1980, Cantalamessa foi nomeado Pregador da Casa Pontifícia pelo Papa João Paulo II. Ele permaneceu nesta posição sob os pontificados do Papa Bento XVI e do Papa Francisco. Nessa função, ele fornece meditações ao Papa e outros oficiais de alto escalão todas as sextas-feiras durante a Quaresma e o Advento, e é "a única pessoa autorizada a pregar ao Papa".
Cantalamessa, um orador frequente, é membro da Delegação Católica para o Diálogo com as Igrejas Pentecostais. Ele atualmente apresenta um programa semanal na Radiotelevisione Italiana.
O Papa Francisco, que esperava fazer uma visita pessoalmente, e os Bispos dos Estados Unidos (através da Conferência dos Bispos Católicos dos Estados Unidos e seu Presidente, Cardeal Daniel DiNardo, da Arquidiocese de Galveston-Houston), escolheram o Padre Cantalamessa como o pregador, homilista e diretor espiritual para seu retiro, no Seminário Mundelein para lidar com o abuso sexual de 2017-2019 e a crise pela ocultação na Igreja Católica dos Estados Unidos. Este encontro ocorre antes de uma reunião de fevereiro de 2019 das presidências de todas as conferências episcopais católicas do mundo com o Papa Francisco no Vaticano sobre a crise de abuso e encobrimento em todo o mundo, após o que os Estados Unidos e outras conferências iriam revisar e estabelecer novas diretrizes, estatutos e comissões para lidar com a crise, especialmente no que diz respeito aos abusos e dissimulações cometidos pelos próprios bispos, em oposição aos leigos, religiosos, seminaristas, diáconos ou padres.
Recebeu o título de Doutor Honoris Causa em Direito pela Universidade de Notre Dame de South Bend (Indiana), em Ciências da Comunicação pela Universidade de Macerata e em Teologia pela Universidade Franciscana de Steubenville (Ohio).
Em 25 de outubro de 2020, o Papa Francisco anunciou que o criaria cardeal em um consistório programado para 28 de novembro de 2020. Recebeu o anel cardinalício, o barrete vermelho e o título de cardeal-diácono de Santo Apolinário nas Termas Neronianas-Alexandrinas.
Durante o Conclave de 2025, apesar de não votar, realizou a meditação de abertura das votações.

## Declarações notáveis
Em 1988, Cantalamessa, em seu livro The Mystery of Christmas (Sydney: St. Paul's Publications, 1988) fez uma declaração sobre as relações judaico-cristãs, reconhecendo que a Igreja deve reavaliar sua identidade com base em suas raízes judaicas: 

"Muitos na religião judaica começaram a reconhecer Jesus como a glória de Israel. Eles reconhecem abertamente Jesus como o Messias e se autodenominam Judeus Messiânicos.... Isso nos ajuda a superar algumas das nossas perspectivas sombrias, fazendo-nos perceber que o grande cisma original que aflige e empobrece a Igreja não é tanto o cisma entre Oriente e Ocidente ou entre católicos e protestantes, como o mais radical entre a Igreja e Israel... Não estamos dizendo isso com espírito de proselitismo, mas com espírito de conversão e obediência à Palavra de Deus, porque é certo que a reunião de Israel com a Igreja envolverá uma reorganização na Igreja; isso significará uma conversão de ambos os lados. Será também uma reunião da Igreja com Israel."
Em dezembro de 2006, Cantalamessa instou o Papa Bento XVI em um sermão do Advento a declarar um dia de jejum e penitência em resposta a crimes sexuais envolvendo crianças cometidos pelo clero na Igreja Católica Romana. Não houve nenhuma reação relatada do Papa.
Em 2010, Cantalamessa causou polêmica com seu sermão durante as orações da Sexta-feira Santa na Basílica de São Pedro. De acordo com a mídia, ele deixou implícito que a cobertura sensacionalista de supostos abusos e acobertamentos de crianças dentro da Igreja Católica era evidência de anticatolicismo e tinha semelhanças com os "aspectos mais vergonhosos do antissemitismo". Cantalamessa respondeu que estava lendo diretamente de uma carta recebida no início da semana de um amigo judeu; o autor da carta não identificado expressava seu desprezo pelo que considerava um ataque flagrante da mídia contra o Papa. O porta-voz do Vaticano, Federico Lombardi, mais tarde deu uma declaração dizendo que Cantalamessa não estava falando como uma autoridade do Vaticano. O comunicado acrescentou que a comparação de Cantalamessa poderia "levar a mal-entendidos e não é uma posição oficial da Igreja Católica".
Em 29 de março de 2013, em uma homilia da Sexta-feira Santa na Basílica de São Pedro, Cantalamessa pregou a favor de limpar "o resíduo de cerimônias, leis e disputas passadas, agora apenas escombros". Ele então se referiu a São Francisco de Assis como um exemplo do destruidor criativo das tradições eclesiásticas:
Tal como acontece com certos edifícios antigos, ao longo dos séculos, para se adaptarem às necessidades do momento, vão enchendo-se de divisórias, escadas, quartos e armários. Chega o momento em que percebemos que todas essas adaptações não atendem mais às necessidades atuais, mas são um obstáculo, por isso devemos ter a coragem de derrubá-los e devolver o edifício à simplicidade e linearidade de suas origens. Esta foi a missão recebida um dia por um homem que rezou diante do Crucifixo de São Damião: "Vai, Francisco, e restaura a minha Igreja". 
Em 4 de dezembro de 2020, na primeira sexta-feira do Advento, em sua primeira pregação como cardeal, o tema foi "Ensina-nos a contar os nossos dias, para que nosso coração a sabedoria alcance", extraído do Salmo 90, versículo 12, em que põe que a "irmã morte é fonte de vida eterna":
Olhar a vida do ponto de observação da morte dá uma ajuda extraordinária para viver bem. Está angustiado por problemas e dificuldade? Vá à frente, coloque-se no ponto certo: olhe estas coisas do leito de morte. Como gostaria de ter agido? Qual importância daria a estas coisas? Tem uma discórdia com alguém? Olhe a coisa do leito de morte. O que gostaria de ter feito então: ter vencido, o ter se humilhado? Ter prevalecido, ou ter perdoado? O pensamento da morte nos impede de nos apegarmos às coisas, de fixar aqui na terra a morada do coração, esquecendo de que "não temos aqui cidade permanente". A Irmã Morte é realmente uma boa irmã mais velha e uma boa pedagoga. Ensina-nos tantas coisas, se apenas soubermos escutá-la com docilidade. Tenho em mente um outro âmbito em que temos a necessidade urgente da Irmã Morte como mestra, além do campo ascético: a evangelização. O pensamento da morte é quase a única arma que nos ficou para mover-nos do torpor de uma sociedade opulenta, à qual aconteceu o mesmo que ao povo eleito libertado do Egito.

## Obras
- Il Volto della Misericordia, San Paolo Edizioni, 2015
- Due polmoni, un unico respiro, LEV, 2015
- Il mistero della trasfigurazione, Ancora, 2010
- Dal Vangelo alla vita, Edizioni Piemme, 2009
- Il mistero della Pasqua, Ancora, 2009
- Il potere della croce. Meditazioni 1999-2008, Vol. 2, Ancora, 2009
- La vita in Cristo. Il messaggio spirituale della Lettera ai Romani, Ancora, 2008
- La tua parola mi fa vivere, Ancora, 2008
- Pasqua. Un passaggio a ciò che non passa, San Paolo Edizioni, 2008
- Gesù di Nazaret tra storia e fede, (con Romano Penna e Giuseppe Segalla, EDB, 2009
- La forza dello spirito, (con Saverio Gaeta), Piemme, 2008
- Otto gradini verso la felicità, San Paolo Edizioni, 2008
- Dalla croce la perfetta letizia. Francesco d'Assisi parla ai preti, (con Carlo Maria Martini), Ancora, 2008
- Il mistero del Natale, Ancora, 2007
- La Pasqua della nostra salvezza. Le tradizioni pasquali della Bibbia e della Chiesa primitiva, Marietti, 2007
- Dal Kerygma al dogma. Studi sulla cristologia dei Padri, Vita e Pensiero, 2006
- «Questo è il mio corpo». L'eucaristia alla luce dell'«Adoro te devote» e dell'«Ave verum», San Paolo Edizioni, 2006
- La fede che vince il mondo. L'annuncio di Cristo nel mondo d'oggi, San Paolo Edizioni, 2006
- Cantico delle creature, (con Liberto Giuseppe), Porziuncola, 2006
- Cinque minuti con Dio, Vol. 1, Piemme, 2004
- Gettate le reti. Riflessioni sui vangeli, Piemme, 2003
- Amare la Chiesa, Ancora, 2003
- La vita in Cristo. Il messaggio spirituale della Lettera ai romani, Ancora, 2003
- Caro padre... Lettere e testimonianze di vita, Piemme, 2003
- Contemplando la Trinità, Ancora, 2002
- Passa Gesù di Nazaret. Il vangelo della domenica in Tv. Anno C, Piemme, 1999
- Gesù Cristo il santo di Dio, San Paolo Edizioni, 1999
- L'Eucaristia nostra santificazione, Ancora, 1998
- Il mistero di Pentecoste. Tutti furono pieni di Spirito Santo, Ancora, 1998
- Il canto dello Spirito. Meditazioni sul Veni Creator, Ancora, 1998
- L'obbedienza, Ancora, 1997
- Sorella morte, Ancora, 1997
- Maria, uno specchio per la Chiesa, Ancora, 1997
- Verginità, Ancora, 1996
- Povertà, Ancora, 1996
- I misteri di Cristo nella vita della Chiesa, Ancora, 1992
- La salita al monte Sinai, Città Nuova, 2000
- Un inno di silenzio. Meditazioni sul Padre, EMP, 1999
- Il mistero pasquale. Meditazioni bibliche e patristiche, EMP, 1990
- La pasqua nella Chiesa antica, SEI, 1978
- Pastori e pescatori. Esercizi spirituali per vescovi, sacerdoti e religiosi, Ancora, 2020
- Sulle spalle dei giganti. Le grandi verità della fede meditate e vissute con i padri della Chiesa, San Paolo Edizione, 2015 (2ª edição)